# SN 2002cm
SN 2002cm – supernowa typu II odkryta 7 kwietnia 2002 roku w galaktyce A135203-1143. W momencie odkrycia miała maksymalną jasność 22,30m.